# Manx Electric Railway
| \| \| 0,0 \| Derby Castle, Douglas zur Douglas Bay Horse Tramway \| Derby Castle, Douglas zur Douglas Bay Horse Tramway \| \| \| \| zum Bahnbetriebswerk Derby Castle \| \| \| \| \| Groudle Glen zur Groudle Glen Railway \| \| \| \| \| Baldrine \| \| \| \| \| Ballabeg \| \| \| \| \| Fairy Cottage \| \| \| \| \| South Cape \| \| \| \| \| von der Abstellanlage Laxey \| \| \| \| \| Laxey Übergang zur Snaefell Mountain Railway \| \| \| \| \| Minorca \| \| \| \| \| Dhoon Glen \| \| \| \| \| Ballajora \| \| \| \| \| Port Lewaigue \| \| \| \| \| Belle Vue \| \| \| \| \| von der Abstellanlage Ramsey \| \| \| \| 27,4 \| Ramsey (Plaza) \| Ramsey (Plaza) \| |      |                                                     |                                                     |
| Kopfbahnhof Streckenanfang | 0,0  | Derby Castle, Douglas zur Douglas Bay Horse Tramway | Derby Castle, Douglas zur Douglas Bay Horse Tramway |
| Abzweig geradeaus und nach links |      | zum Bahnbetriebswerk Derby Castle                   | zum Bahnbetriebswerk Derby Castle                   |
| Haltepunkt / Haltestelle |      | Groudle Glen zur Groudle Glen Railway               | Groudle Glen zur Groudle Glen Railway               |
| Bahnhof |      | Baldrine                                            | Baldrine                                            |
| Haltepunkt / Haltestelle |      | Ballabeg                                            | Ballabeg                                            |
| Haltepunkt / Haltestelle |      | Fairy Cottage                                       | Fairy Cottage                                       |
| Haltepunkt / Haltestelle |      | South Cape                                          | South Cape                                          |
| Abzweig geradeaus und von links |      | von der Abstellanlage Laxey                         | von der Abstellanlage Laxey                         |
| Bahnhof |      | Laxey Übergang zur Snaefell Mountain Railway        | Laxey Übergang zur Snaefell Mountain Railway        |
| Haltepunkt / Haltestelle |      | Minorca                                             | Minorca                                             |
| Haltepunkt / Haltestelle |      | Dhoon Glen                                          | Dhoon Glen                                          |
| Haltepunkt / Haltestelle |      | Ballajora                                           | Ballajora                                           |
| Haltepunkt / Haltestelle |      | Port Lewaigue                                       | Port Lewaigue                                       |
| Haltepunkt / Haltestelle |      | Belle Vue                                           | Belle Vue                                           |
| Abzweig geradeaus und ehemals von rechts |      | von der Abstellanlage Ramsey                        | von der Abstellanlage Ramsey                        |
| Kopfbahnhof Streckenende | 27,4 | Ramsey (Plaza)                                      | Ramsey (Plaza)                                      |

Die Manx Electric Railway ist eine schmalspurige Überlandstraßenbahn auf der Isle of Man.
Sie wurde 1893 gegründet und verbindet an der Ostküste der Isle of Man den Ort Ramsey mit der Hauptstadt Douglas. Die Strecke ist 27,4 Kilometer lang und hat eine Spurweite von drei Fuß (914 mm). Der erste Streckenabschnitt bis Groudle Glen wurde am 7. September 1893 eröffnet, 1899 war die Strecke fertiggestellt.
Die eingesetzten Originalfahrzeuge aus dem späten 19. Jahrhundert zählen zu den ältesten noch im täglichen Betrieb stehenden Straßenbahnfahrzeugen der Welt.

## Geschichte
Der erste Abschnitt vom Ende der Seepromenade in Douglas bis zur Station Groudle Glen wurde am 7. September 1893 eröffnet, die Fortsetzung erreichte Laxey 1894. Fünf Jahre lang war diese Strecke in Betrieb, bis 1899 der heutige Endpunkt Ramsey entlang der Steilküste im Osten der Insel erreicht wurde. Den Anfang und das versorgende Elektrizitätswerk baute die Douglas Bay Estates Ltd., 1894 übernahm die Douglas & Laxey Electric Tramway Co. Ltd. die Bahn, die noch im selben Jahr in Isle of Man Tramways & Electric Power Co. Ltd. (I.o.M.T.&.E.P.) umfirmierte. Im Jahr 1900 ging die I.o.M.T.&.E.P. wegen der Pleite der finanzierenden Bank in Liquidation und wurde an die neu gegründete Manx Electric Railway Co. Ltd. verkauft, die den Betrieb 1902 übernahm. Im selben Jahr fuhren König Eduard VII. und Königin Alexandra mit der Bahn. 
Ein Großbrand zerstörte 1930 das Depot in Laxey. Dabei verbrannten vier Triebwagen, sieben Beiwagen, drei Turmwagen und ein offener Güterwagen. Das Depot wurde später wieder aufgebaut.
In den späten 1950er Jahren geriet die Manx Electric Railway Co. Ltd. selbst in finanzielle Not, und 1957 übernahm die Inselregierung die Bahn. Man schuf eine gemeinsame Verwaltung zusammen mit der Snaefell Mountain Railway, die noch heute besteht, sie hieß Manx Electric Railway Board und heute Isle of Man Passenger Transport Board.
Bis 2013 war noch in einem Unterwerk der Bahn ein Quecksilberdampfgleichrichter in Betrieb, der letzte seiner Art in Großbritannien, der auch gelegentlich der Öffentlichkeit gezeigt wurde.

## Fahrzeuge
Eine absolute Besonderheit der Bahn sind ihre Fahrzeuge, welche allesamt aus der Frühzeit der Elektrotechnik stammen. Die nach amerikanischen Mustern gebauten Fahrzeuge wurden in den Jahren 1893 bis 1906 vom Unternehmen G.F. Milnes & Co. in Birkenhead gebaut. Die elektrische Ausrüstung mit Stangenstromabnehmern und Fahrschaltern ist ebenfalls noch größtenteils original und stammt von den Herstellern Mather & Platt, General Electric, Societe l’Electricite et l’Hydraulique und Electric Car Company. Die Drehgestelle mancher Fahrzeuge lieferte J.G. Brill and Company. Die Fahrzeuge verfügen über Widerstandsbremse und eine Druckluftbremse.

## Gegenwart
Die Bahn wird heute zusammen mit der Pferdebahn Douglas und Dampfbahn Isle of Man Railway  als Isle Of Man Heritage Railways vermarktet. Hinter diesem Konzept steht das Department of Tourism and Leisure der Inselregierung, das auch die Omnibusse der Insel unter dem Namen Bus Vannin anbietet.

## Bildergalerie

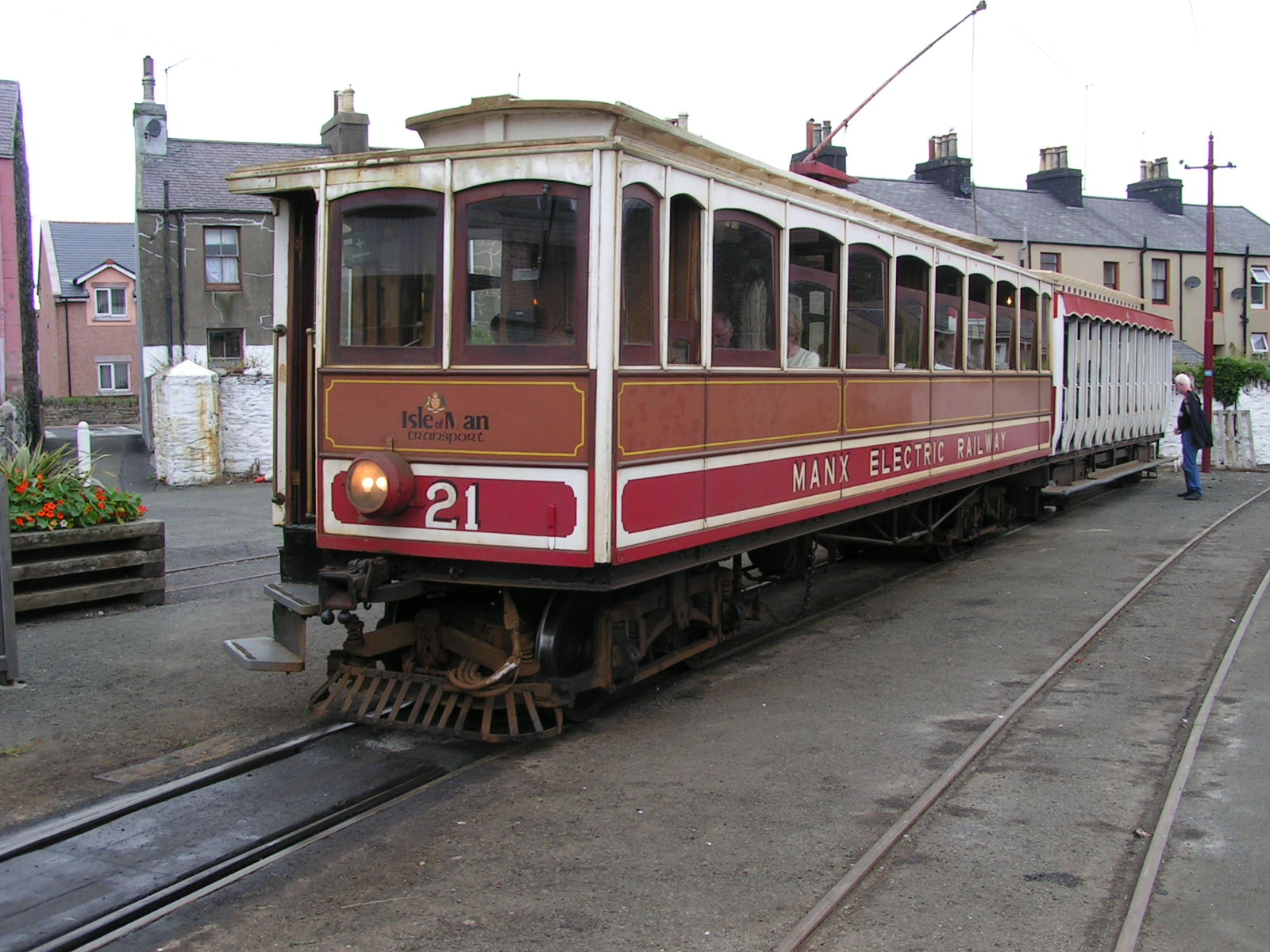
Winter Saloon No. 21 der Manx Electric Railway in Douglas
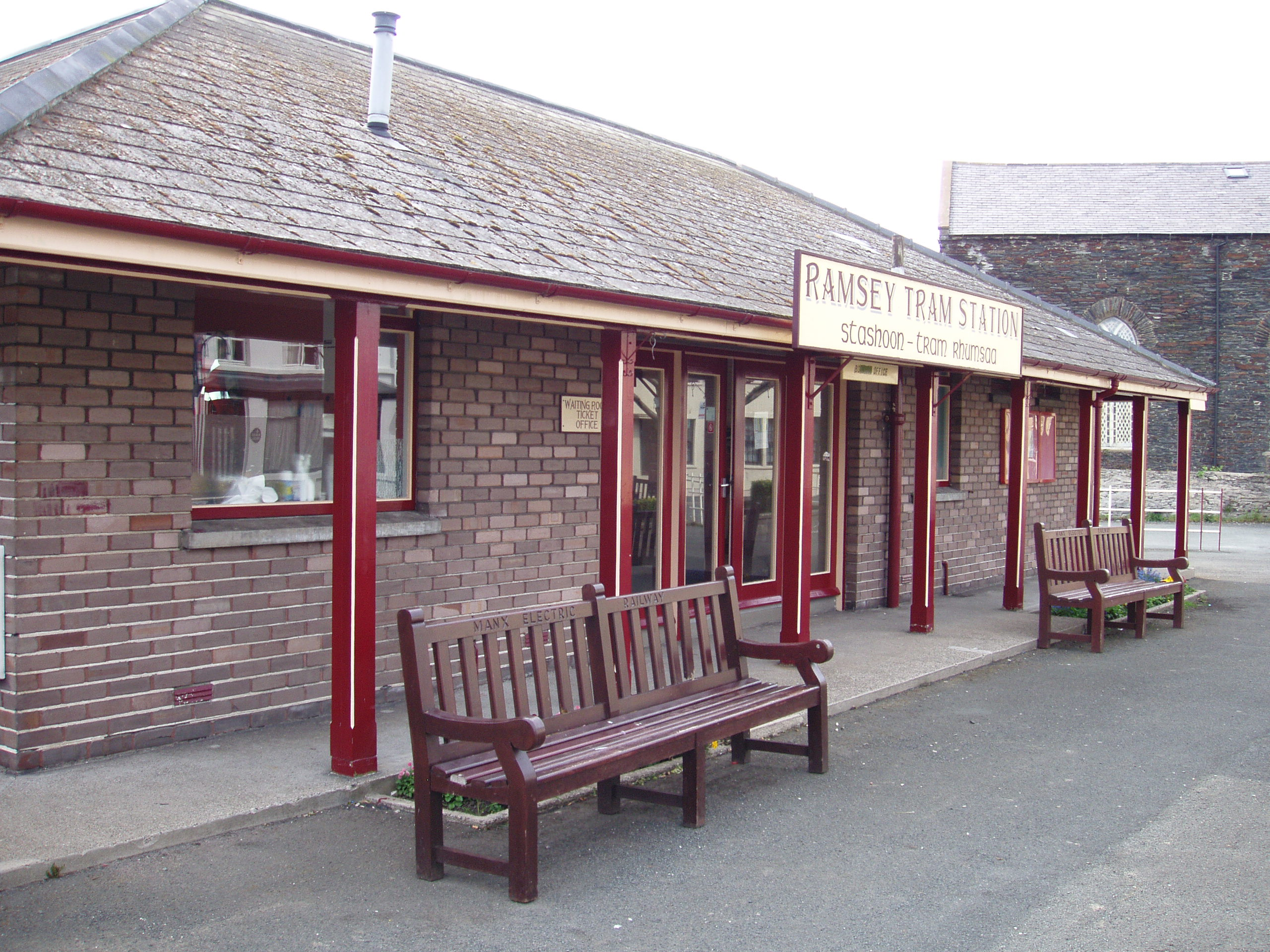
Ramsey Plaza Station
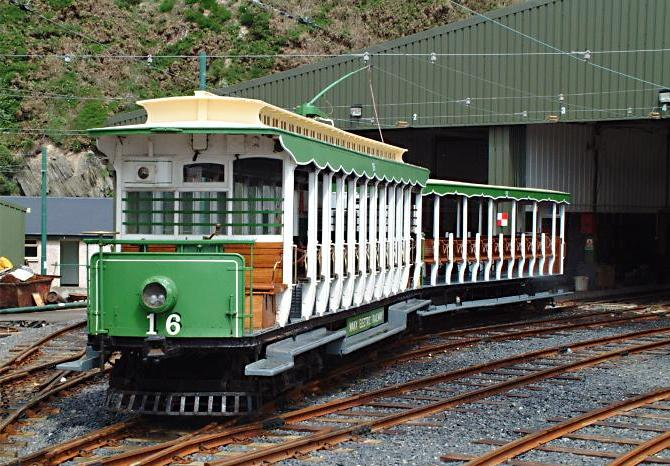
Offener Sommerwagen „Ratchet“-Class No. 16
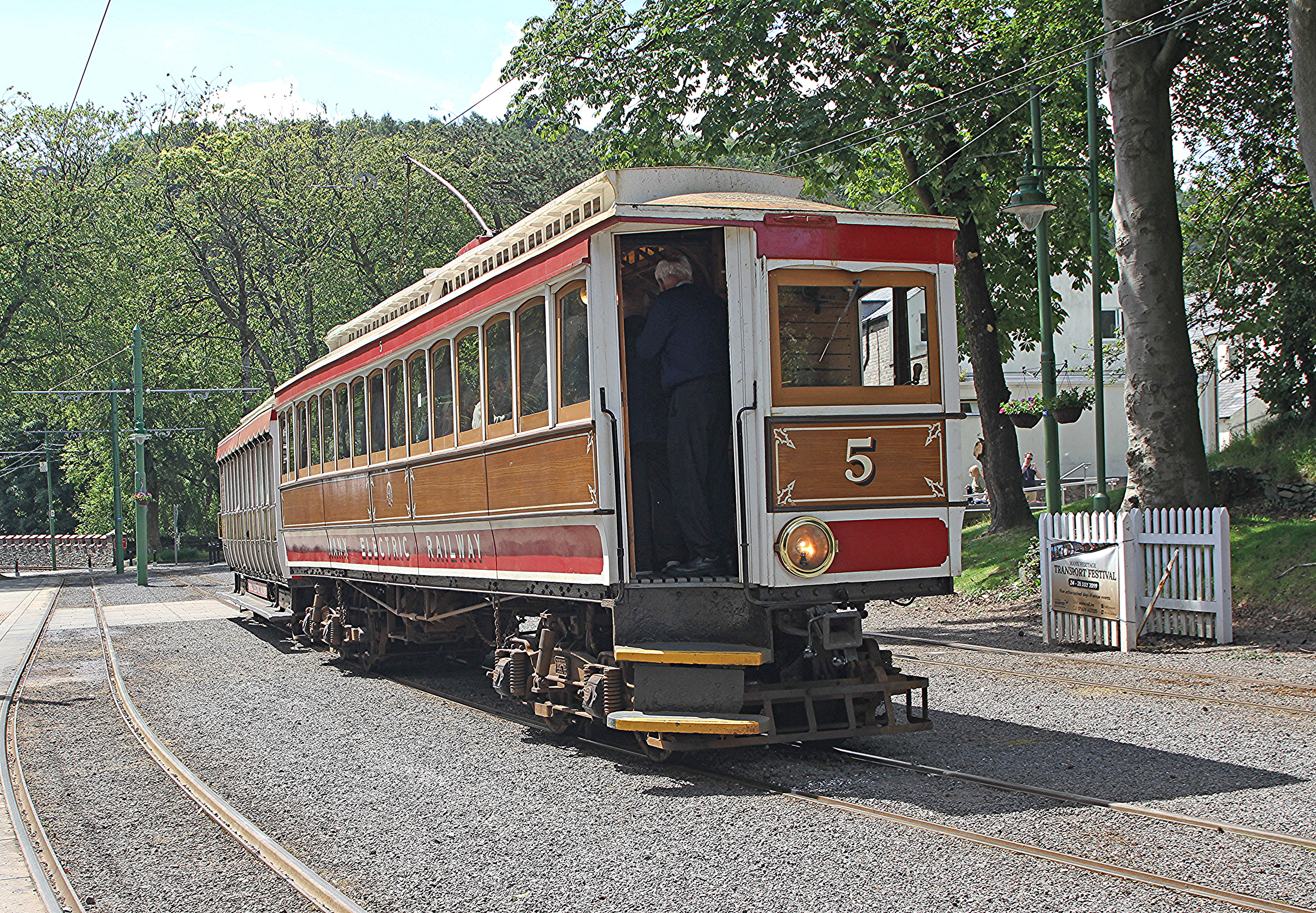
Triebwagen No. 5
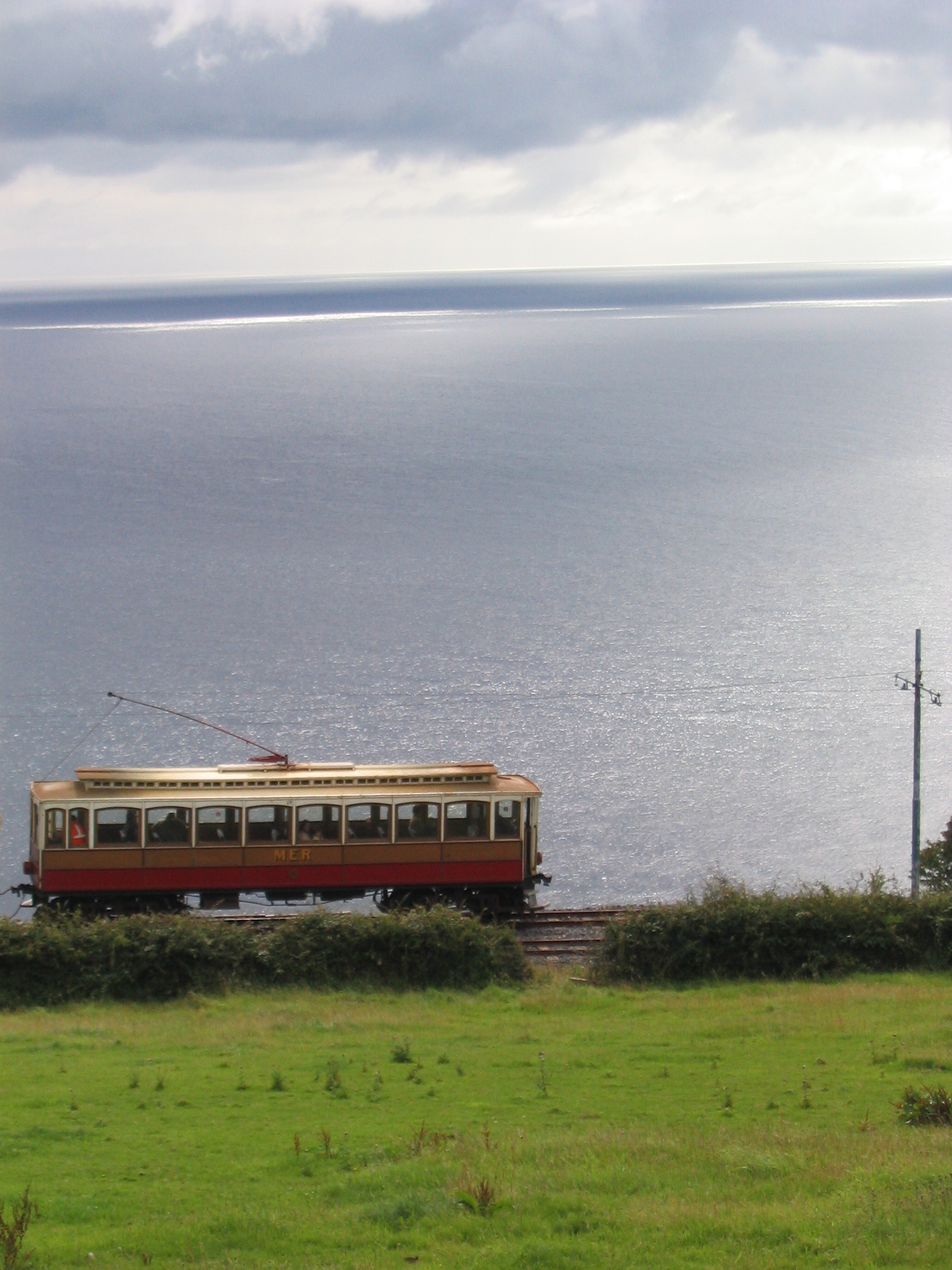
Streckenführung an der Küste
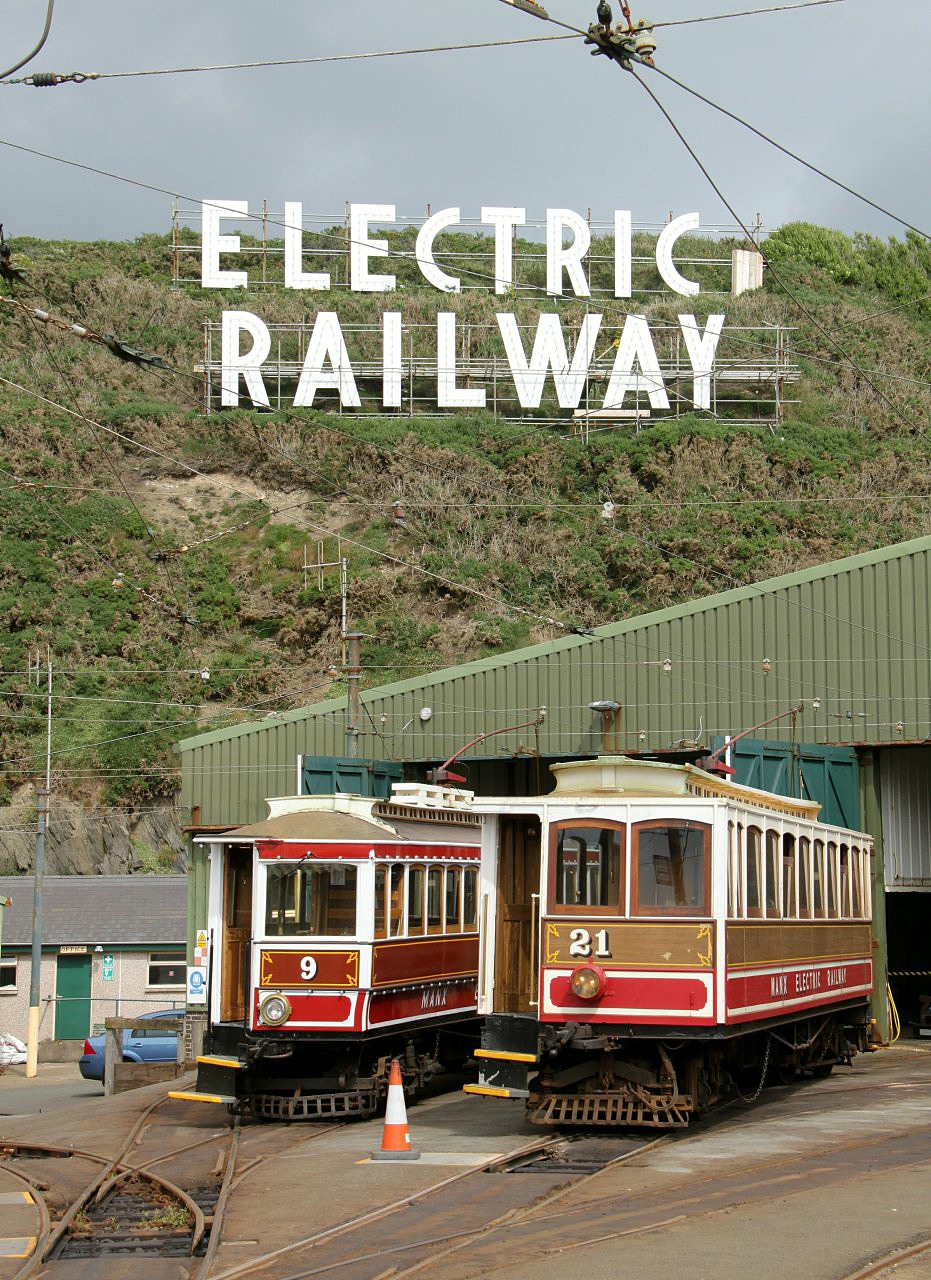
Wagen No. 9 und 21 vor dem Depot Derby Castle
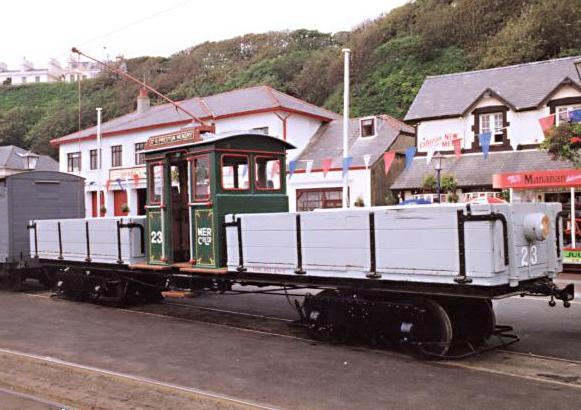
Gütertriebwagen No. 23
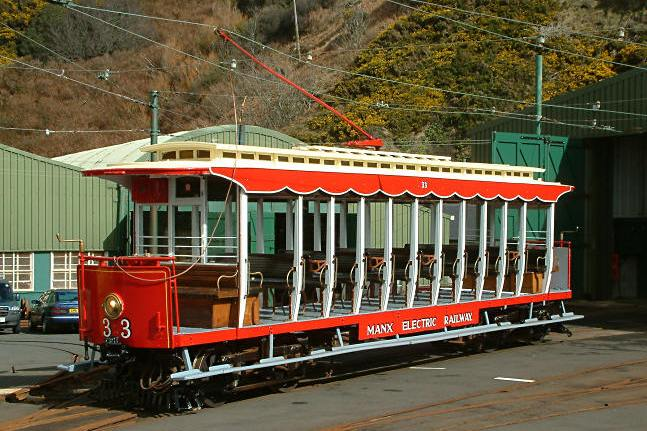
Sommertriebwagen No. 33
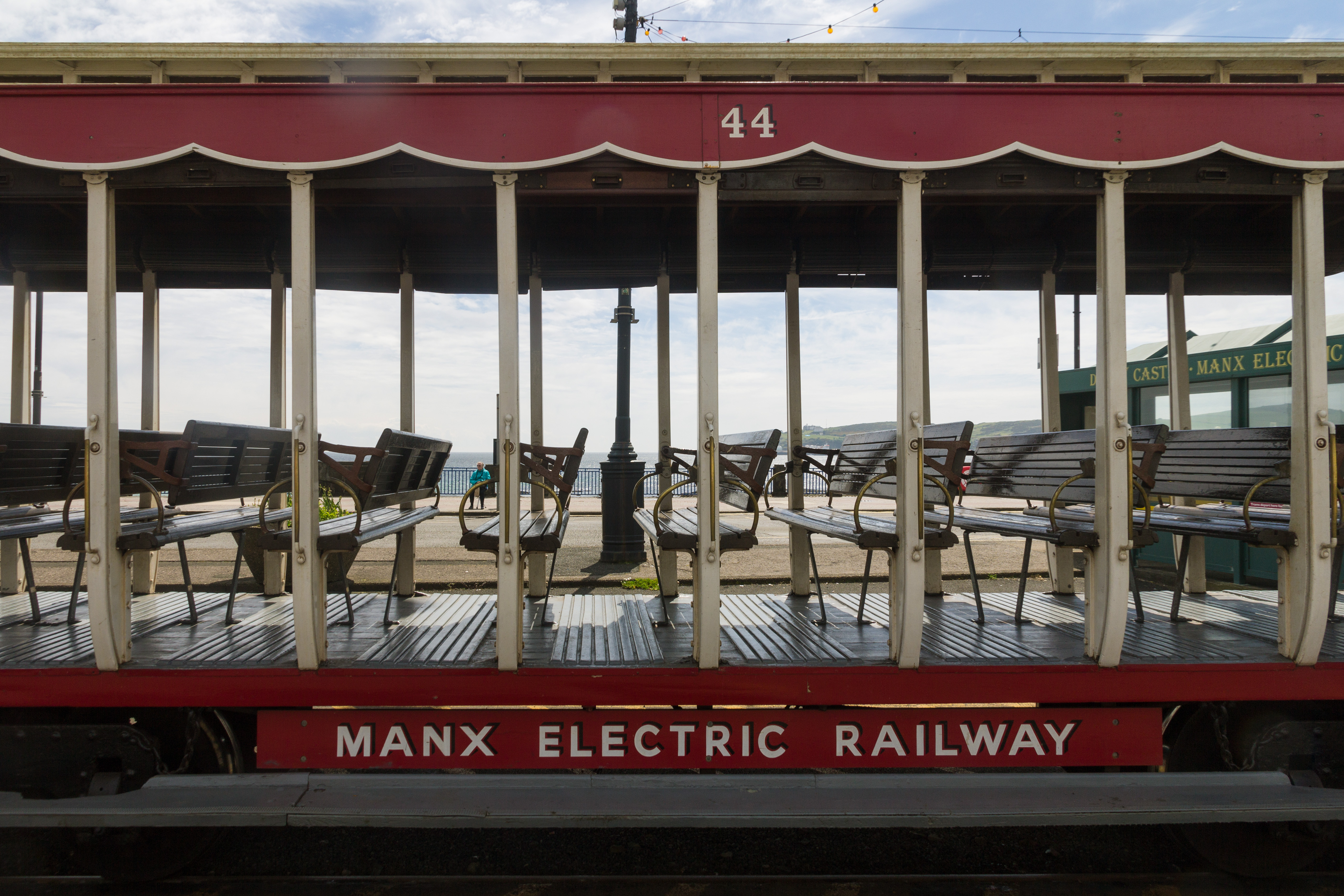
Offener Sommerwagen